# Divisió d'Ujjain
La divisió d'Ujjain és una entitat administrativa de Madhya Pradesh amb capital a Ujjain. La formen els districtes de Dewas, Mandsaur, Neemuch, Ratlam, Shajapur i Ujjain.